# ベジツァ

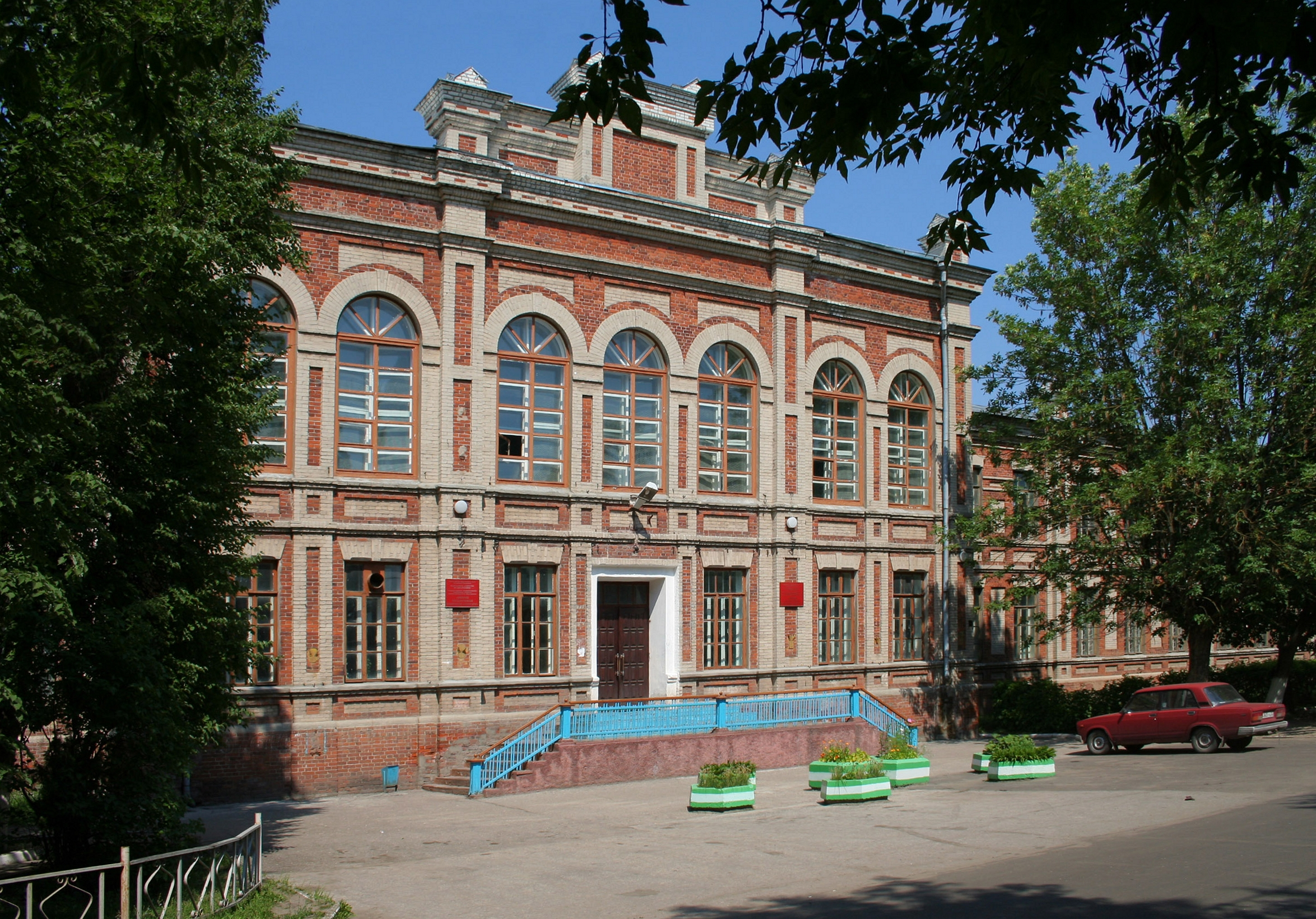
ベジツァの大学

座標: 北緯53度18分45秒 東経34度18分20秒 / 北緯53.31250度 東経34.30556度
ベジツァ（ベージツァ、露: Бе́жица）は、ロシア西部のブリャンスク州にあった都市で、現在は州都ブリャンスク市に合併されその区（ベジツキー区）となっている。人口は153,037人（2009年）と、ブリャンスク市の4区の中では最大。
デスナ川の左岸（北岸）、ボルヴァ川の右岸（西側）にあり、ボルヴァ川がデスナ川と合流する地点に面している。デスナ川の右岸（南側）には、ブリャンスクの古くからの中心部であるソヴェツキー区がある。ベジツァの南東にはヴォロダルスキー区があり、ボルヴァ川の反対側にはベジツキー区に属する都市型集落ラジツァ＝クリロフカがある。

## 歴史
オリョール＝ヴィテプスク間の鉄道建設の始まった1860年代に集落が形成された。産業家・地主のP.I.グボニンにちなんでグボニンと当初は呼ばれていた。1868年に鉄道が開通すると、駅ができた。この駅は近くのベジチ村にちなんでベジツク駅またはベジツァ駅と呼ばれたが、19世紀末に近くを流れる川にちなんでボルヴァ駅と改称された。
1873年に「ブリャンスク工場」と呼ばれる大きな製鉄・機械工場がデスナ川北岸のベジツァ駅付近に完成した。この工場は今も機関車や貨車などを生産しており、トランスマシュホールディングの一部となっている。1925年には市の地位を得てベジツァ市となった。1921年から1929年にかけてはベジツク地区の中心地となり、1929年には地区から独立した州の直轄市となった。1934年には近郊の村や町を併合し、ベジツァはブリャンスク州でも最大の面積（150平方km）の市となった。1936年から1943年にかけてはグリゴリー・オルジョニキーゼにちなみオルジョニキーゼグラード（Орджоникидзеград）と改名されていた。この地名は、いまも駅名に残っている。
1956年6月2日をもってベジツァ市は南に隣接するブリャンスク市に併合され、一つの市となった。ベジツァ市はブリャンスク市のベジツキー区となったが、ブリャンスクきっての工業地区として発展し、いまも面積および人口では最大である。

## 出身者
- ドミトリー・ニコラエヴィチ・メドヴェージェフ（チェーカー、独ソ戦でパルチザンを組織しソ連邦英雄に）
- アレクサンドル・モロゾフ（戦車設計技師、社会主義労働英雄）
- タチアナ・ニコラーエワ（ピアニスト）